# BBC六點新聞
BBC六點新聞（英語：BBC News at Six）是英國廣播公司的晚間新聞節目，每天晚間在BBC One和BBC新聞台播出。BBC六點新聞開始播出於1984年9月3日，以取代BBC的晚間新聞雜誌節目60分鐘（Sixty Minutes）。很長時間以來，BBC六點新聞都是英國觀眾數最多的新聞節目。不過自2006年以來，BBC十點新聞的觀眾數超過了BBC六點新聞。節目平均每期有600萬觀眾收看。

## 歷史
1984年9月3日起，《BBC六點新聞》逢星期一至日18:00-18:30播出。
2013年3月18日起，《BBC六點新聞》改以廠景高清製作。